# Lisciasta miotla
Lisciasta miotla är en insektsart som beskrevs av Irena Dworakowska 1995. Lisciasta miotla ingår i släktet Lisciasta och familjen dvärgstritar.
Artens utbredningsområde är Brunei. Inga underarter finns listade i Catalogue of Life.